# They’ve Given Me Schrott! – Die Outtakes
They’ve Given Me Schrott – Die Outtakes ist ein Kompilationsalbum der Berliner Punkband Die Ärzte. Die Kompilation wurde am 8. Februar 2019 als Dreifach-Album veröffentlicht und beinhaltet alle zuvor unveröffentlichten Titel aus dem Gesamtwerk der Band.

## Veröffentlichung
Die Kompilation erschien, nach jahrelanger Planung, in einem dunkel-grau gefärbten Pappschuber mit 3 CDs. Der Pappschuber zeigt auf beiden Frontseiten einen Haufen menschlichen Exkrements in Silber und weitere kleine Zeichnungen (wie z. B. das neue Logo der Band).
Das Booklet ist an der Aufmachung der Seitenhirsch-Box orientiert.
Die CDs bzw. LPs stellen, laut Aussagen der Bandmitglieder Bela B. und Rod, die Veröffentlichung der bisher unveröffentlichten Titel des Gesamtwerkes der Band nach der Veröffentlichung von Seitenhirsch dar.

## Enthaltene Lieder
Wie auch schon in der Seitenhirsch-Box, sind in They’ve Given Me Schrott! die Fleisch-EP der Vorgängerband Soilent Grün, das bisher unveröffentlichte englischsprachige Album, Ursprungsversionen von bekannten Songs sowie bisher unveröffentlichte Demoaufnahmen enthalten.

## Tracklist
| 1. Der lustige Astronaut (Farin Urlaub) – 2:18 2. FDJ-Punx (Soilent Grün) – 1:56 3. Erwin (Soilent Grün) – 1:55 4. Eva Braun – 4:58 5. Claudia hat ’nen Schäferhund – 1:54 6. Das allererste Radio-Interview – 9:55 7. Gib mir nichts – 3:46 8. Nur geträumt – 1:55 9. Die Ulkigen Pulkigen: Füße vom Tisch – 2:19 10. Verlierer müssen leiden – 3:27 11. Die Spinne – 0:25 12. Auf dem Bauernhof – 0:22 13. Französischkurs – 0:18 14. Hörspiel – 0:27 15. Sommer, Palmen, Sonnenschein – 0:29 16. Monsterparty – 3:55 17. Helgoland – 4:05 18. You Want To Kiss Me – 3:09 19. Rennen, nicht laufen – 3:01 20. Buddy Holly’s Brille – 3:36 21. Norma Jean – 2:44 22. Peter Parker – 3:19 23. Wie am ersten Tag – 4:05 24. Sweet Sweet Gwendoline – 2:30 | 1. Für immer – 3:37 2. Ich bin reich – 3:32 3. 2000 Mädchen – 5:09 4. Brigitte – 3:41 5. Du und ich und Walter – 4:08 6. Ein Mann mit Gipsbein – 3:32 7. 13 Antworten von Die Ärzte – 4:49 8. Komm zurück – 4:20 9. Die Wahrheit über Mädchen – 3:37 10. Schrei nach Liebe – 3:16 11. Ja – 3:10 12. Dumme Sache – 2:43 13. Knäckebrot – 3:16 14. Staub (aka 13!) – 3:22 15. Let’s Go Too Far – 2:06 16. German Punks – 3:17 17. Love & Pain – 3:53 | 1. Close Your Eyes Again – 4:11 2. Superman – 3:02 3. Hair Today, Gone Tomorrow – 2:53 4. FaFaFa – 2:12 5. No Secrets – 4:24 6. Ein Schwein namens Männer – 4:52 7. Bingo Lady 2.0 – 3:05 8. Bang Bang (Instrumental) – 5:17 9. Sahnie (Ein bisschen schwierig so) – 1:06 10. Angriff der Fett-Teenager – 2:38 11. Attack Of The Fat Teenagers – 2:36 12. Smash The System, Fuck The Police – 2:56 13. Nie wieder Krieg, nie mehr Las Vegas! – 3:06 14. Eine Botschaft von Die Ärzte – 1:02 15. I Laugh If You Die – 4:20 16. Herrliche Jahre (Das Leben ist ’ne Party) – 3:47 17. Yoko Ono – 2:17 18. Techno ist die Hölle, mein Sohn – 3:19 19. Worum es geht – 2:36 |

## Rezeption
Nach dem Erfolg der zuvor veröffentlichten Seitenhirsch-Box stieg das Album noch in der Veröffentlichungswoche auf Platz 2 der deutschen Albumcharts ein.
Das Album wurde in der Mittelbayerischen Zeitung als „ausgezeichnet“ bewertet. Michael Schuh meinte auf laut.de, dass das Album „für Fans aller Ärzte-Schaffensphasen (bis 2003) Hoch- und Tiefpunkte am laufenden Band“ liefere. Die Westfälische Rundschau merkte an, dass viele herzzerreißend holpernde, unfertige Reime und Arrangements, hemmungsloses Herumgespacke sich auf den CDs befinden, aber auch kleine Sensationen.